# Acmaeodera yuccavora
Acmaeodera yuccavora är en skalbaggsart som beskrevs av Knull 1962. Acmaeodera yuccavora ingår i släktet Acmaeodera och familjen praktbaggar. Inga underarter finns listade i Catalogue of Life.